# Hans Dieter Lüke
Hans Dieter Lüke (* 7. April 1935 in Bielefeld; † 20. Mai 2005 in Aachen) war ein deutscher Elektrotechniker und Hochschullehrer auf den Gebieten der Nachrichtentechnik und Signaltheorie.
Hans Dieter Lüke promovierte 1964 mit dem Thema Synthese orthogonaler Signalalphabete bei Volker Aschoff an der RWTH Aachen. Es folgte 1972 die ordentliche Professur und Leitung des Instituts für Elektrische Nachrichtentechnik an der RWTH Aachen. Im Rahmen seiner universitären Tätigkeit hat er über 50 Doktoranden sowie mehrere Habilitationen mit betreut. Zu seiner wesentlichen Arbeit zählt das Lehrbuch Signalübertragung, welches mit Stand 2014 postum in 12. Auflage erschienen ist und von Jens-Rainer Ohm weiter betreut wird.

## Auszeichnungen
- 2002 Ehrendoktorwürde der TU Dresden für Verdienste um die Weiterentwicklung der Nachrichtentechnik.[1]

## Werke
- Signalübertragung: Grundlagen der digitalen und analogen Nachrichtenübertragungssysteme, 12. Auflage, Springer, Berlin 2014, ISBN 978-3-642-53900-8.
- Korrelationssignale: Korrelationsfolgen und Korrelationsarrays in Nachrichten- und Informationstechnik, Meßtechnik und Optik, 1. Auflage, Springer, Berlin 1992 (Nachdruck 2012), ISBN 978-3-642-76952-8.